# David Dixon
David Dixon (Derby, 28 ottobre 1947) è un attore e sceneggiatore britannico, noto principalmente per aver interpretato il personaggio di Ford Prefect nella serie televisiva ispirata alla Guida galattica per gli autostoppisti. Sempre per la Guida galattica, nel 2005 ha interpretato alcuni personaggi (Ecological Man e Zirzla Leader) nella trasposizione radiofonica di Addio, e grazie per tutto il pesce.

## Biografia
La sua carriera è iniziata negli anni settanta come attore teatrale, a cui poi si sono affiancate le partecipazioni in diverse serie televisive britanniche ed in alcuni film. Oltre a questo ha collaborato ai dialoghi degli sketch della serie televisiva Three of a Kind.

## Filmografia parziale
- Anna Karenina, serie TV, 2000
- Circles of Deceit: Dark Secret, film TV, 1995
- The Missionary, 1982
- Guida galattica per gli autostoppisti, serie TV prodotta dalla BBC nel 1981
- A Family at War, serie TV, 1980
- The Legend of Robin Hood, nel ruolo di Giovanni d'Inghilterra, serie TV prodotta dalla BBC nel 1975
- Escort Girls, 1974